# 액티브 스크립팅
액티브 스크립팅(Active Scripting, 공식적으로 ActiveX Scripting으로도 알려져 있음)은 윈도우에 쓰이는 기술이며 구성 요소 기반의 스크립팅 지원을 제공한다. COM(더 정확하게 말하자면 OLE 자동화)에 기반을 두고 있으며 COM 모듈의 형태로 추가적인 스크립팅 엔진을 설치할 수 있게 도와준다.
이 액티브 스크립팅 기술은 1996년에 처음 선을 보였다. 이를테면 1996년 8월에 공개된 마이크로소프트 인터넷 익스플로러 3.0과 1996년 12월에 공개된 인터넷 정보 서비스 3.0 제품에 포함되어 있었다.

## 같이 보기
- 윈도우 스크립트 호스트
- J스크립트
- VB스크립트
- 윈도우 스크립트 파일
- ActiveX
- 동적 언어 런타임